# Gary Piquer
Gary Piquer es un actor español nacido en Glasgow, de madre escocesa y padre español. Recibió el Astor de Plata al mejor actor por su papel de príncipe Orsini en la película Mal día para pescar.

## Biografía
Gracias a su bilingüismo ha trabajado en Estados Unidos, Gran Bretaña y España. Estudió arte dramático en la Douglas Webbers House de Londres.
En televisión, consiguió popularidad entre el público con su trabajo en la serie ¡Ala... Dina!, de TVE, además de su participación en otras series como El Príncipe de Viana y Fuego. Anteriormente participó en el programa didáctico de lengua inglesa dependiente del Ministerio de Educación emitido en la 2 desde 1993 hasta 1999 llamado That's English que permitía, el único hasta el momento, obtener a distancia el certificado de la Escuela Oficial de Idiomas.
En cuanto a su carrera teatral, Gary Piquer ha trabajado en importantes espectáculos teatrales, entre los que destacan Romeo y Julieta, y ¿Quién teme a Virginia Woolf?, ambos a las órdenes de Esteban Polls; y Julio César, de Shakespeare, en un montaje del director Lluís Pasqual.
En el 2012, encarnó a Sherlock Holmes en la película de José Luis Garci Holmes & Watson. Madrid Days.

## Filmografía

### Cine
| Año  | Título                             | Personaje | Notas         |
| ---- | ---------------------------------- | --------- | ------------- |
| 1995 | El niño invisible                  |           |               |
| 1996 | El último viaje de Robert Rylands  |           |               |
| 1998 | Un banco en el parque              |           |               |
| 1998 | A los que aman                     |           |               |
| 1999 | Nena                               |           |               |
| 1999 | Aunque tú no lo sepas              |           |               |
| 1999 | The Raven (El cuervo)              |           |               |
| 2000 | Las razones de mis amigos          |           |               |
| 2004 | Romasanta. La caza de la bestia    |           |               |
| 2005 | León y olvido                      |           |               |
| 2005 | Somne                              |           |               |
| 2005 | Oculto                             |           |               |
| 2007 | La caja Kovak                      |           |               |
| 2008 | Cenizas del cielo                  |           |               |
| 2009 | Mal día para pescar                |           |               |
| 2011 | Tumbas abiertas (Open Graves)      |           |               |
| 2011 | El gènere femení                   |           |               |
| 2011 | If I Were You                      |           | Posproducción |
| 2011 | El Capitán Trueno y el Santo Grial |           |               |
| 2012 | Holmes & Watson. Madrid Days       |           |               |
| 2018 | Segunda oportunidad                |           |               |

### Televisión
| Año       | Título                              | Personaje                  | Notas |
| --------- | ----------------------------------- | -------------------------- | ----- |
| 1993-1999 | That's English                      |                            |       |
| 2000-2002 | ¡Ala... Dina!                       | Tomás García León          |       |
| 2014      | El Rey                              | Torcuato Fernández-Miranda |       |
| 2015      | Las aventuras del Capitán Alatriste | Conde Duque de Olivares    |       |
| 2015      | Refugiados                          | Hugo                       |       |
| 2016      | El ministerio del tiempo            | Harry Houdini              |       |

## Teatro
- Arte Nuevo (Un homenaje), de José Luis Garci (2016)